# Ardal O'Hanlon
Ardal O'Hanlon, född 8 oktober 1965 i Carrickmacross, är en irländsk komiker, skådespelare och författare.

## Biografi

### Uppväxt
O'Hanlon är son till Fianna Fáil-parlamentsledamoten och läkaren Rory O'Hanlon och Teresa (född Ward). Han är det tredje barnet i en syskonskara på sex och han har tre bröder och två systrar. O'Hanlons farfar, Michael O'Hanlon, var en läkarstudent vid University College Dublin som anslöt sig till den ursprungliga Irländska republikanska armén under irländska frihetskriget och var en medlem av Michael Collins Squad, som lönnmördade brittiska underrättelsetjänstagenter på blodiga söndagen. På sin mors sida är O'Hanlon nära släkt med förläggaren Peter Fenelon Collier.
O'Hanlon studerade vid Blackrock College i Dublin och senare vid National Institute for Higher Education (numera Dublin City University), varifrån han har en examen i kommunikationsvetenskap.

### Karriär
O'Hanlon började som ståuppkomiker i slutet av 1980-talet. Tillsammans med Kevin Gildea och Barry Murphy utgjorde han humorensemblen Mr Trellis. År 1988 grundade trion International Comedy Cellar, Irlands äldsta standup-klubb, i Dublin. Som ståuppkomiker vann O'Hanlon Hackney Empire New Act of the Year 1994.
O'Hanlon inledde sin skådespelarkarriär när Graham Linehan valde ut honom för rollen som fader Dougal McGuire i komediserien Fader Ted (1995–1998). År 1995 tilldelades han priset Top TV Comedy Newcomer på British Comedy Awards för sin roll som fader McGuire. Senare sade O'Hanlon att han efter seriens avslut försökte distansera sig från rollen.
O'Hanlon valde att fortsätta sin bana som skådespelare och var en av huvudrollsinnehavarna i dramakomediserien Fyra vänner (1999–2001). Han spelade även huvudrollen i komediserien My Hero (2000–2006), innan han ersattes av James Dreyfus i seriens sista säsong. O'Hanlon har medverkat som gästskådespelare i TV-serier som Doctor Who och Skins.
År 2006 skrev och presenterade O'Hanlon dokumentärserien Leagues Apart på RTÉ, i vilken han undersökte de största fotbollsrivalerna i en rad europeiska länder. Året därpå producerade han ännu en dokumentärserie för RTÉ, You Want To Be Taoiseach?, i vilken han gav slagfärdiga råd om hur man blir Irlands taoiseach (premiärminister).
År 2011 spelade O'Hanlon en huvudroll i den irländska premiäruppsättningen av Yasmina Rezas pjäs Le dieu de carnage på Gate Theatre i Dublin.
O'Hanlon har uppträtt på Edinburgh Festival Fringe. År 2015 invigde han Cat Laughs Comedy Festival i Kilkenny.
År 2017 övertog han huvudrollen i Mord i paradiset från Kris Marshall. När han 2020 lämnade rollen som poliskommissarie Jack Mooney, ersattes han i sin tur av Ralf Little.
O'Hanlon har deltagit i flera panelprogram och lekprogram på TV, bland annat säsong 13 av Bäst i test England, där han hamnade på en fjärdeplats. Han har även gjort flera framträdanden i radio, såsom i panelprogrammet Quote... Unquote på BBC Radio 4.
O'Hanlons debutroman, The Talk of the Town, gavs ut 1998. Handlingen utspelar sig i en irländsk småstad på 1980-talet och kretsar kring tonåringen Patrick Scully och hans vänner. Hans andra roman, Brouhaha, publicerades 2022.

### Privatliv
O'Hanlon träffade sin hustru Melanie som tonåring. De har tre barn tillsammans.
Han är en supporter av Leeds United FC.

## Filmografi
| År        | Titel                              | Roll                         |
| --------- | ---------------------------------- | ---------------------------- |
| 1995–1998 | Fader Ted                          | Fader Dougal McGuire         |
| 1996      | Flying Saucer Rock'n'Roll          | Eddie Johnny                 |
| 1996      | Moll Flanders                      | Gentleman from East Chiswick |
| 1997      | Whose Line Is It Anyway?           | Som sig själv                |
| 1997      | The Butcher Boy                    | Mr. Percell                  |
| 1997      | Top of the Pops                    | Som sig själv                |
| 1999      | Hooves of Fire                     | Robbie (röst)                |
| 1999–2001 | Fyra vänner                        | Eamon Donaghy                |
| 2000–2006 | My Hero                            | George Sunday/Thermoman      |
| 2002      | Legend of the Lost Tribe           | Robbie (röst)                |
| 2002      | Another Bobby O'Hara Story...      | Bobby O'Hara                 |
| 2004      | Jack Dee Live at the Apollo        | Som sig själv                |
| 2005      | Blessed                            | Gary Chandler                |
| 2005–2006 | The Adventures of Greyfriars Bobby | Coconut Tam                  |
| 2007      | Close Encounters of the Herd Kind  | Robbie (röst)                |
| 2007      | Doctor Who                         | Thomas Brannigan             |
| 2007      | Blind Eye                          | Migrationstjänsteman         |
| 2008      | Who Do You Think You Are?          | Som sig själv                |
| 2008      | Tales of the Riverbank             | Hammy (röst)                 |
| 2009      | Wide Open Spaces                   | Myles                        |
| 2009      | Val Falvey, TD                     | Val Falvey                   |
| 2009      | Skins                              | Kieran                       |
| 2010      | Michael McIntyre's Comedy Roadshow | Som sig själv                |
| 2013      | London Irish                       | Chris "Da" Lynch             |
| 2014–2018 | Lily's Driftwood Bay               | Bull Dozer (röst)            |
| 2015      | Cucumber                           | Brian                        |
| 2015      | After Hours                        | Peter Hannigan               |
| 2015      | Nelly and Nora                     | Dad (röst)                   |
| 2016      | Around Ireland                     | Som sig själv                |
| 2016      | Twice Shy                          | Brendan O'Meara              |
| 2016      | Handsome Devil                     | Donal Roche                  |
| 2016      | Donkeys                            | Derek                        |
| 2017–2020 | Mord i paradiset                   | Kommissarie Jack Mooney      |
| 2019–2022 | Derry Girls                        | Eamonn                       |
| 2021      | Rian                               | McCarthy                     |
| 2021      | The Deirdre O'Kane Show            | Som sig själv                |
| 2021      | Would I Lie To You?                | Som sig själv                |
| 2022      | Bäst i test England                | Som sig själv                |
| 2022      | Countdown                          | Som sig själv                |
| 2022      | Rosie Molloy Gives Up Everything   | Conall                       |
| 2023      | The Woman in the Wall              | Dara                         |
| 2023–2024 | Extraordinary                      | Martin (röst)                |